# Maria durch ein Dornwald ging
Maria durch ein Dornwald ging è un tradizionale canto natalizio e inno mariano tedesco di autore anonimo originario della Turingia e pubblicato per la prima volta nel 1850.

## Storia

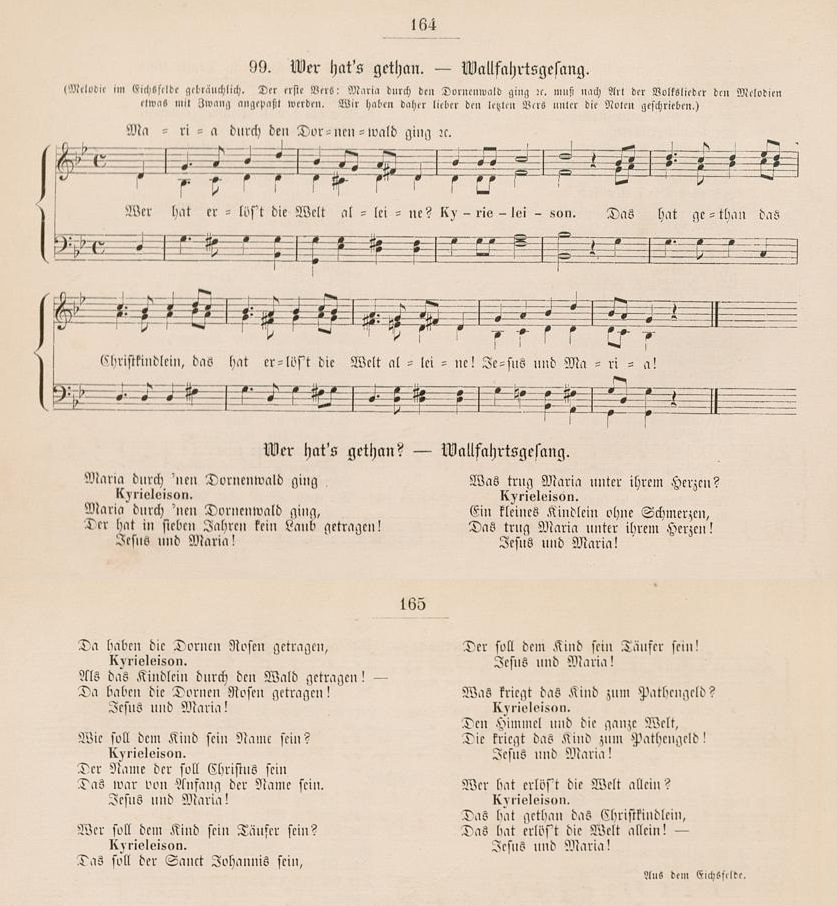
Lo spartito originale del brano, pubblicato a Paderborn nel 1850

Il brano veniva intonato a metà del XIX secolo nella regione dell'Eichsfeld durante i pellegrinaggi mariani. Secondo i musicologi il brano sarebbe però molto più antico e risalirebbe almeno al XVI secolo  (o XV secolo), ma tale datazione non è supportata da fonti certe.
La più antica pubblicazione giunta sino a noi risale al 1850 , quando il brano venne pubblicato a Paderborn in un canzoniere curato da August von Haxthausen.
In seguito, nel 1910 il brano apparve per la prima volta nella sua forma definitiva in tre strofe nello Jugenheimer Liederblatt.  In questa forma, il brano figurò poi nel repertorio del moviemento giovanile.
La popolarità del brano andò quindi scemando sotto il nazismo, per poi diventare uno dei canti natalizi tedeschi più popolari a partire dalla fine della seconda guerra mondiale.

## Testo
Il testo combina il motivo del battesimo di Gesù con quello di un bambino che viene portato nel bosco.  Le spine simboleggiano probabilmente il peccato, che la nascita di Gesù contribuirà a cancellare.
Il testo recita:
Maria durch ein Dornwald ging,

Kyrie eleison.

Maria durch ein Dornwald ging,

der hat in sieben Jahrn kein Laub getragen.

Jesus und Maria.

Was trug Maria unter ihrem Herzen?

Kyrie eleison.

Ein kleines Kindlein ohne Schmerzen,

das trug Maria unter ihrem Herzen.

Jesus und Maria.

Da haben die Dornen Rosen getragen,

Kyrie eleison.

Als das Kindlein durch den Wald getragen,

da haben die Dornen Rosen getragen.

Jesus und Maria.

## Versioni
Tra gli artisti che hanno inciso il brano, figurano (in ordine alfabetico):
- Al Bano (nell'album Buon Natale - An italian Christmas with Al Bano Carrisi del 2004)[6]
- Aquabella (nell'album Kykellia del 2004)[7]
- Berlin Comedian Harmonists (nell'album Ein Lied geht um die Welt del 2001)[8]
- Jennifer Graf (nell'album Echoes of Christmas Past - Early Music for the Holiday Season del 2009) [9]
- Elke Heidenreich, Manfred Schoof e Mike Herting (nell'album Leise rieselt... Das etwas andere Weihnachten del 2011)[10]
- Heuréka (nell'album Vzhůru, pastýři - Vánoční koledy hraje a zpívá Heuréka del 1991)[11]
- Jonas Kaufmann (nell'album It's Christmas! del 2020)[12]
- Martin Sasse (versione strumentale; nell'album Still Still Still - A Christmas Collection  del 2009)[13]
- Gerhard Schöne (2005)[14]
- Peter Schreier con il Thomanerchor di Lipsia (nell'album Peter Schreier singt Weihnachtslieder del 1975)[15]
- Martin Stadtfeld (versione strumentale; nell'album Christmas Piano del 2021)[16]
- Berdien Stenberg (versione strumentale; nell'album Christmas del 1986)
- Elisabeth von Trapp (nell'album Christmas Song del 1999)[17]
- Kat Wulff (nell'album Weihnachten del 2020)[18]

### Annotazioni
1. ↑  ovvero: "Maria attraversò un bosco di spine"

### Fonti
1. 1 2 3 4 5 6 7 8   (DE) John Eckard, Maria durch ein' Dornwald ging, su liederlexikon.de, Liederlexikon. URL consultato il 4 dicembre 2023.
2. 1 2 3   (DE) Xaver Frühbeis, Maria durch ein Dornwald ging, su br-klassik.de, BR Klassik, 18 dicembre 2020. URL consultato il 4 dicembre 2023.
3. 1 2 3   (DE) Zweiter Advent: Maria durch ein Dornwald ging, su katholisch.de, 8 dicembre 2019. URL consultato il 4 dicembre 2023.
4. 1 2   Gerry Bowler, p. 223.
5. ↑   (EN) Maria durch ein Dornwald ging, su cpdl.org, ChoralWiki. URL consultato il 4 dicembre 2023.
6. ↑    Buon Natale - An italian Christmas with Al Bano Carrisi, su canzoneitaliana.it, Canzone Italiana. URL consultato il 4 dicembre 2023.
7. ↑   (EN) Kykellia by Aquabella, su secondhandsongs.com, Second Hand Songs. URL consultato il 4 dicembre 2023.
8. ↑   (EN) Ein Lied geht um die Welt by Berlin Comedian Harmonists, su secondhandsongs.com, Second Hand Songs. URL consultato il 4 dicembre 2023.
9. ↑   (EN) Echoes of Christmas Past - Early Music for the Holiday Season by Jennifer Graf, su secondhandsongs.com, Second Hand Songs. URL consultato il 4 dicembre 2023.
10. ↑   (EN) Leise rieselt... Das etwas andere Weihnachten by Elke Heidenreich, Manfred Schoof und Mike Herting, su secondhandsongs.com, Second Hand Songs. URL consultato il 4 dicembre 2023.
11. ↑   (EN) Vzhůru, pastýři - Vánoční koledy hraje a zpívá Heuréka by Heuréka, su secondhandsongs.com, Second Hand Songs. URL consultato il 4 dicembre 2023.
12. ↑   (EN) It's Christmas! by Jonas Kaufmann, su secondhandsongs.com, Second Hand Songs. URL consultato il 4 dicembre 2023.
13. ↑   (EN) Still Still Still - A Christmas Collection by Martin Sasse, su secondhandsongs.com, Second Hand Songs. URL consultato il 4 dicembre 2023.
14. ↑   (EN) Singt die Lieder der Fotografen by Gerhard Schöne, su secondhandsongs.com, Second Hand Songs. URL consultato il 4 dicembre 2023.
15. ↑   (EN) Peter Schreier singt Weihnachtslieder by Peter Schreier, su secondhandsongs.com, Second Hand Songs. URL consultato il 4 dicembre 2023.
16. ↑   (EN) Christmas Piano by Martin Stadtfeld, su secondhandsongs.com, Second Hand Songs. URL consultato il 4 dicembre 2023.
17. ↑   (EN) Christmas Song by Elisabeth von Trapp, su secondhandsongs.com, Second Hand Songs. URL consultato il 4 dicembre 2023.
18. ↑   (EN) Weihnachten by Kat Wulff, su secondhandsongs.com, Second Hand Songs. URL consultato il 4 dicembre 2023.